# Apotropeism

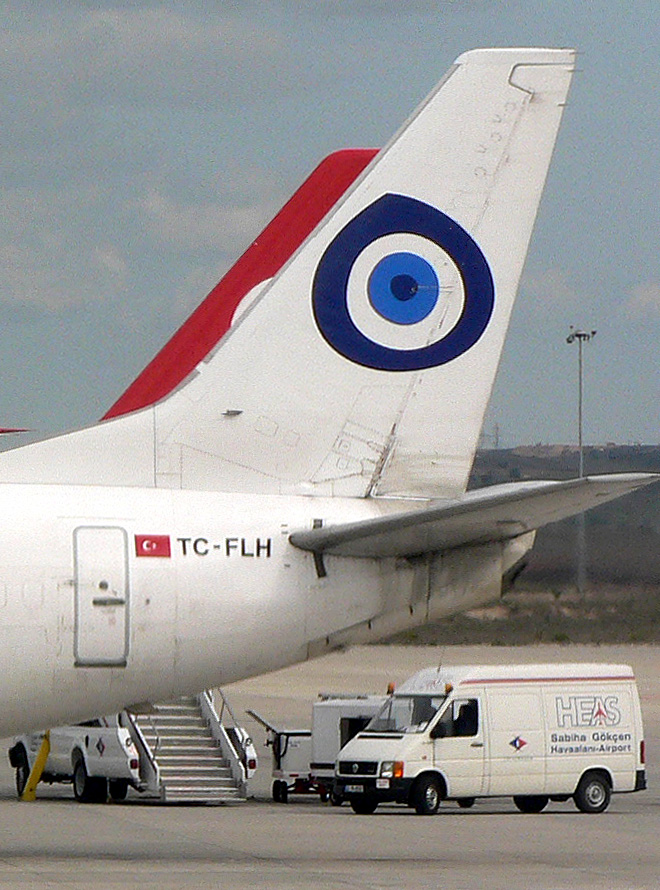
Den antika blå och vita symbolen Nazar boncuğu, ett stiliserat öga som ansågs skydda mot "onda ögat", förekommer på detta flygplan från Turkish Airlines.

Apotropeism, från grekiska ἀποτρόπαιος, apotropaios, "avvärjande", är rituella handlingar som har ett avvärjande, avskräckande eller skyddande syfte. En gest eller ett föremål (då kallat apotropeiskt föremål) används för att hålla onda väsen eller fiender borta. 
Det kan också innebära ett skydd mot onda ögat eller då det onda redan inträffat förrätta reningsritualer i form av till exempel exorcism eller syndabekännelse. 
Vanliga apotropeiska handlingar kan vara att göra korstecken, knacka i bordet, spotta, tända eldar eller rökelse, spela på musikinstrument (som trummor eller klockor) eller bära amuletter. I medelhavsländer används gesterna fica och corna som skydd mot onda ögat. Inom folkmedicin och folktro används apotropeiska föremål som ellakors, vådastål och dyvelsträck. Material som silver och stål har i folktro ansetts som effektivt mot onda makter och föremål av dessa material har använts som amuletter. Föremål av stål lades i den nyföddas säng och den dödas kista som skydd.

## Bilder

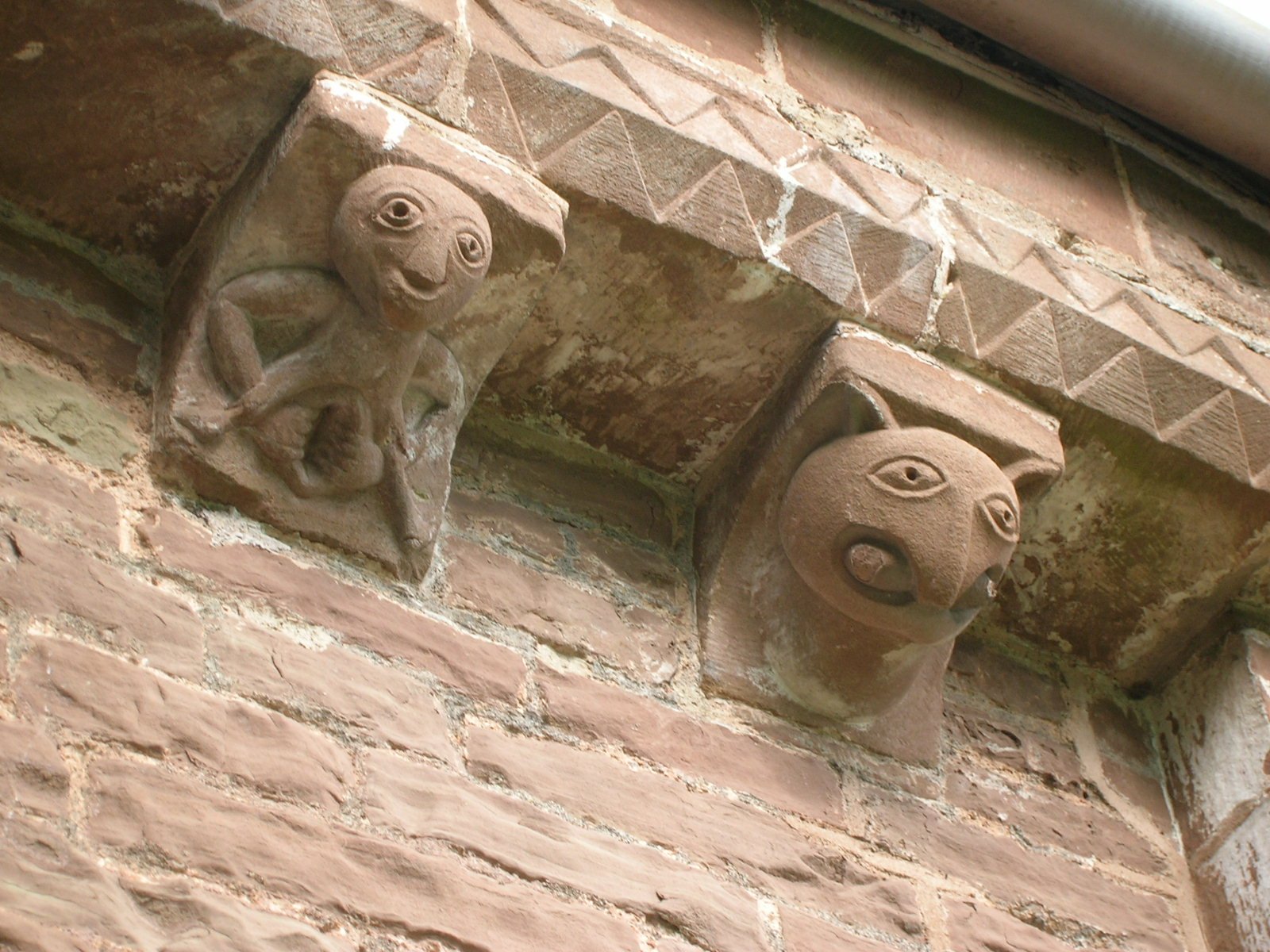
Apotropeiska skulpturer från 1100-talet på en kyrka i Kilpeck, Herefordshire i England, med en sheela na gig till vänster.
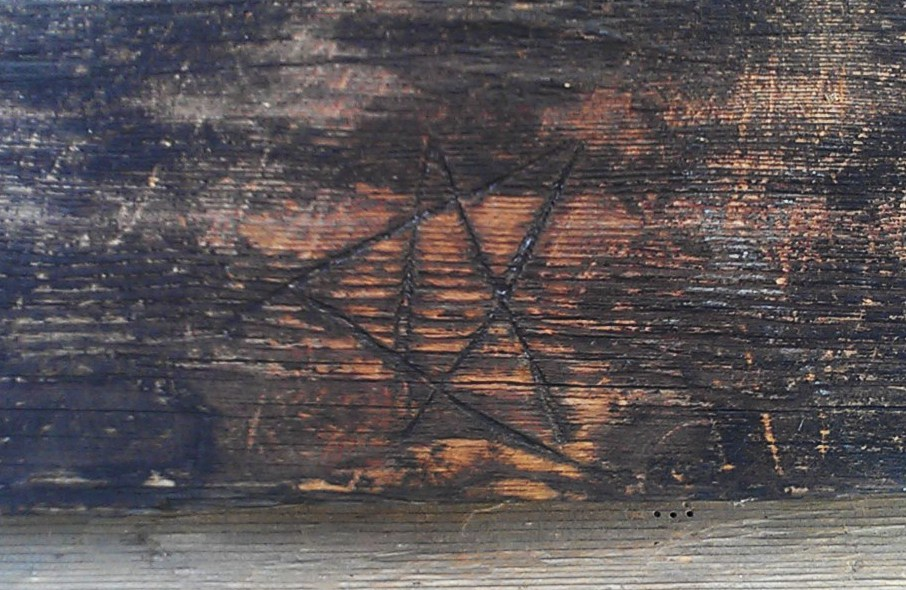
Apotropeiskt märke i form av ett pentagram på en finsk ladugårdsbyggnad.
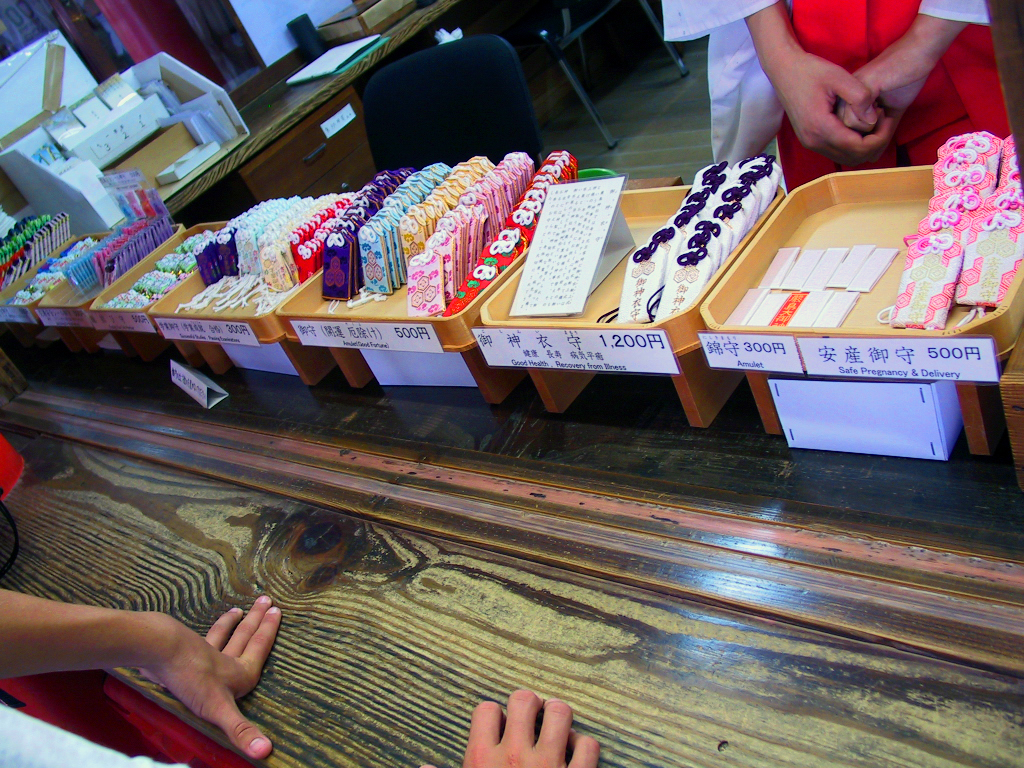
Försäljning av amuletter i ett shintotempel i Hiroshima prefektur.